# Uniflor
Uniflor är en kommun i Brasilien.   Den ligger i delstaten Paraná, i den södra delen av landet, 900 km sydväst om huvudstaden Brasília. Antalet invånare är 2 465.
Omgivningarna runt Uniflor är huvudsakligen savann. Runt Uniflor är det ganska glesbefolkat, med 28 invånare per kvadratkilometer.